# Missionare vom Heiligen Joseph

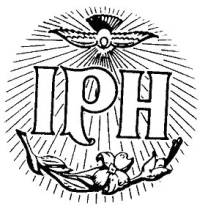
Emblem der Missionare vom Heiligen Joseph

Die Missionare vom Heiligen Joseph (italienisch Missionari di San Giuseppe nel Messico; lateinisch Societas Missionariorum a Sancti Joseph; Ordenskürzel MJ oder SSI) ist ein römisch-katholisches Institut des geweihten Lebens und Ordensinstitut päpstlichen Rechts.
Die Gemeinschaft wurde am 19. September 1872 in Mexiko-Stadt von dem spanischstämmigen Priester José María Villaseca mit Unterstützung des Lazaristenordens gegründet. 1876 erfolgte die bischöfliche Genehmigung durch Pelagio Antonio de Labastida y Dávalos, Erzbischof von Mexiko-Stadt. Am 20. August 1897 erhielt die Gemeinschaft das Decretum laudis, die Erlaubnis des Heiligen Stuhl. Am 27. April 1903 erfolgte die Päpstliche Approbation durch Papst Leo XIII.
Die Missionare vom Heiligen Josef widmen sich der Mission, sowohl im ländlichen Mittelamerika als auch ad gentes (auch in Afrika), und der Erziehung der Jugend. Außer in Mexiko sind sie in den Vereinigten Staaten von Amerika, Puerto Rico, Nicaragua, Guatemala, El Salvador, Costa Rica, Venezuela, Chile, Italien und Angola vertreten. Der Hauptsitz befindet sich in Mexiko-Stadt.
Der Ordensgemeinschaft gehören 98 Ordensgeistliche und 135 Laienbrüder an, die in 48 Ordenshäusern engagiert sind (Stand 2020).

## Persönlichkeiten
- Roberto Octavio Balmori Cinta (* 1943), em. Bischof von Ciudad Valles
- Julio César Salcedo Aquino (* 1951), Bischof von Tlaxcala und Generalsuperior von 2009 bis 2015
- Benjamin Barrera y Reyes (1902–1999), Bischof von Santa Ana
- Hermenegildo Ramírez Sánchez (1929–2022), Prälat von Huautla